# Campeonato Europeo de Ciclismo en Pista de 2017
El VIII Campeonato Europeo de Ciclismo en Pista se celebró en Berlín (Alemania) entre el 18 y el 22 de octubre de 2017 bajo la organización de la Unión Europea de Ciclismo (UEC) y la Federación Alemana de Ciclismo.
Las competiciones se realizaron en el Velódromo de Berlín. Fueron disputadas 23 pruebas, 12 masculinas y 11 femeninas.

## Calendario
| ● | Preliminares | F | Final |

| Fecha                | Mi 18       | Ju 19       | Vi 20       | Sá 21       | Do 22       |
| Hora→ Prueba ↓       | 16:30-19:15 | 19:30-22:20 | 16:30-22:30 | 18:00-22:45 | 14:30-17:55 |
| -------------------- | ----------- | ----------- | ----------- | ----------- | ----------- |
| Velocidad ind.       |             |             | F           |             |             |
| Velocidad por eqs.   |             | F           |             |             |             |
| Persecución ind.     |             |             |             | F           |             |
| Persecución por eqs. | ●           | F           |             |             |             |
| 1 km contrarreloj    |             |             |             | F           |             |
| Puntuación           |             |             |             | F           |             |
| Scratch              |             | F           |             |             |             |
| Keirin               |             |             |             |             | F           |
| Madison              |             |             |             |             | F           |
| Eliminación          |             |             | F           |             |             |
| Medio fondo          |             |             |             | F           |             |
| Ómnium               |             |             | F           |             |             |

| Fecha                | Mi 18       | Ju 19       | Vi 20       | Sá 21       | Do 22       |
| Hora→ Prueba ↓       | 16:30-19:15 | 19:30-22:20 | 16:30-22:30 | 18:00-22:45 | 14:30-17:55 |
| -------------------- | ----------- | ----------- | ----------- | ----------- | ----------- |
| Velocidad ind.       |             |             |             |             | F           |
| Velocidad por eqs.   |             | F           |             |             |             |
| Persecución ind.     |             |             | F           |             |             |
| Persecución por eqs. | ●           | F           |             |             |             |
| 500 m contrarreloj   |             |             | F           |             |             |
| Puntuación           |             |             | F           |             |             |
| Scratch              |             |             |             | F           |             |
| Keirin               |             |             |             | F           |             |
| Madison              |             |             |             |             | F           |
| Eliminación          |             | F           |             |             |             |
| Ómnium               |             |             |             | F           |             |

1. 1 2  Hora local de Alemania: UTC+1.
2. 1 2  Consiste en cuatro pruebas: scratch, tempo, eliminación y puntuación.

## Medallistas

### Masculino
| Evento                          | Oro                                                                                             | Plata | Bronce |
| ------------------------------- | ----------------------------------------------------------------------------------------------- | --- | --- |
| Velocidad ind. (20.10)          | Sébastien Vigier Francia                                                                        | Jeffrey Hoogland · Países Bajos ·                                                                           | Denis Dmitriyev · Rusia ·                                                                                 |
| Velocidad por equipos (19.10)   | Francia Benjamin Edelin Sébastien Vigier Quentin Lafargue 43,254                                | Alemania · Robert Förstemann · Maximilian Levy · Joachim Eilers · 43,337                                    | Países Bajos · Jeffrey Hoogland · Harrie Lavreysen · Matthijs Büchli · 43,405                             |
| Persecución individual (21.10)  | Filippo Ganna · Italia · 4:15,994                                                               | Ivo Oliveira Portugal 4:18,991                                                                              | Domenic Weinstein · Alemania · 4:15,405                                                                   |
| Persecución por equipos (19.10) | Francia Louis Pijourlet Corentin Ermenault Florian Maitre Benjamin Thomas Thomas Denis 3:55,780 | Italia · Liam Bertazzo · Filippo Ganna · Francesco Lamon · Simone Consonni · Michele Scartezzini · 3:55,986 | Rusia · Alexandr Yevtushenko · Mamyr Stash · Dmitri Sokolov · Alexei Kurbatov · Serguei Shilov · 3:57,517 |
| 1 km contrarreloj (21.10)       | Jeffrey Hoogland · Países Bajos · 1:00,700                                                      | Joachim Eilers · Alemania · 1:00,733                                                                        | Quentin Lafargue Francia 1:00,906                                                                         |
| Carrera por puntos (21.10)      | Alan Banaszek · Polonia · 49 pts.                                                               | Niklas Larsen Dinamarca 44 pts.                                                                             | Maximilian Beyer · Alemania · 34 pts.                                                                     |
| Scratch (19.10)                 | Adrien Garel Francia                                                                            | Krisztián Lovassy · Hungría                                                                                 | Roman Hladysh · Ucrania                                                                                   |
| Keirin (22.10)                  | Maximilian Levy · Alemania                                                                      | Shane Perkins · Rusia                                                                                       | Andri Vynokurov · Ucrania                                                                                 |
| Madison (22.10)                 | Florian Maitre Benjamin Thomas Francia 43 pts.                                                  | Niklas Larsen Casper Pedersen Dinamarca 42 pts.                                                             | Wojciech Pszczolarski · Daniel Staniszewski · Polonia · 40 pts.                                           |
| Eliminación (20.10)             | Gerben Thijssen · Bélgica                                                                       | Maxim Piskunov · Rusia                                                                                      | Rui Oliveira Portugal                                                                                     |
| Medio fondo (21.10)             | Franz Schiewer · Alemania · 46:17                                                               | Reinier Honig · Países Bajos · 46:19                                                                        | Stefan Schäfer · Alemania · 46:30                                                                         |
| Ómnium (20.10)                  | Albert Torres Barceló · España · 142 pts.                                                       | Julius Johansen Dinamarca 140 pts.                                                                          | Benjamin Thomas Francia 137 pts.                                                                          |

### Femenino
| Evento                          | Oro                                                                                          | Plata                                                                                      | Bronce                                                                                       |
| ------------------------------- | -------------------------------------------------------------------------------------------- | ------------------------------------------------------------------------------------------ | -------------------------------------------------------------------------------------------- |
| Velocidad individual (22.10)    | Kristina Vogel · Alemania                                                                    | Mathilde Gros Francia                                                                      | Daria Shmeliova · Rusia                                                                      |
| Velocidad por equipos (19.10)   | Rusia · Anastasiya Voinova · Daria Shmeliova · 32,560                                        | Alemania · Miriam Welte · Kristina Vogel · Pauline Grabosch · 32,807                       | Países Bajos · Kyra Lamberink · Shanne Braspennincx · Hetty van de Wouw · 33,180             |
| Persecución ind. (20.10)        | Katie Archibald Reino Unido 3:29,328                                                         | Justyna Kaczkowska · Polonia · 3:32,452                                                    | Silvia Valsecchi · Italia · 3:33,908                                                         |
| Persecución por equipos (19.10) | Italia · Elisa Balsamo · Tatiana Guderzo · Letizia Paternoster · Silvia Valsecchi · 4:17,853 | Reino Unido Katie Archibald Elinor Barker Manon Lloyd Emily Kay Eleanor Dickinson 4:21,164 | Polonia · Justyna Kaczkowska · Katarzyna Pawłowska · Daria Pikulik · Nikol Płosaj · 4:24,705 |
| 500 m contrarreloj (20.10)      | Miriam Welte · Alemania · 33,321                                                             | Pauline Grabosch · Alemania · 33,559                                                       | Daria Shmeliova · Rusia · 33,757                                                             |
| Carrera por puntos (20.10)      | Trine Schmidt Dinamarca 62 pts.                                                              | Gulnaz Badykova · Rusia · 31 pts.                                                          | Tatsiana Sharakova · Bielorrusia · 29 pts.                                                   |
| Scratch (21.10)                 | Trine Schmidt Dinamarca                                                                      | Tetiana Klimchenko · Ucrania                                                               | Yevgueniya Augustinas · Rusia                                                                |
| Keirin (21.10)                  | Kristina Vogel · Alemania                                                                    | Simona Krupeckaitė · Lituania                                                              | Liubov Basova · Ucrania                                                                      |
| Madison (22.10)                 | Elinor Barker Eleanor Dickinson Reino Unido 58 pts.                                          | Lydia Boylan Lydia Gurley Irlanda 50 pts.                                                  | Amy Pieters · Kirsten Wild · Países Bajos · 46 pts.                                          |
| Eliminación (19.10)             | Kirsten Wild · Países Bajos                                                                  | Yevgueniya Augustinas · Rusia                                                              | Maria Giulia Confalonieri · Italia                                                           |
| Ómnium (21.10)                  | Katie Archibald Reino Unido 127 pts.                                                         | Kirsten Wild · Países Bajos · 120 pts.                                                     | Elisa Balsamo · Italia · 102 pts.                                                            |

## Medallero
| Núm. | País         | Oro | Plata | Bronce | Total |
| ---- | ------------ | --- | ----- | ------ | ----- |
| 1    | Alemania     | 5   | 4     | 3      | 12    |
| 2    | Francia      | 5   | 1     | 2      | 8     |
| 3    | Reino Unido  | 3   | 1     | 0      | 4     |
| 4    | Países Bajos | 2   | 3     | 3      | 8     |
| 5    | Dinamarca    | 2   | 3     | 0      | 5     |
| 6    | Italia       | 2   | 1     | 3      | 6     |
| 7    | Rusia        | 1   | 4     | 5      | 10    |
| 8    | Polonia      | 1   | 1     | 2      | 4     |
| 9    | Bélgica      | 1   | 0     | 0      | 1     |
| 9    | España       | 1   | 0     | 0      | 1     |
| 11   | Ucrania      | 0   | 1     | 3      | 4     |
| 12   | Portugal     | 0   | 1     | 1      | 2     |
| 13   | Hungría      | 0   | 1     | 0      | 1     |
| 13   | Irlanda      | 0   | 1     | 0      | 1     |
| 13   | Lituania     | 0   | 1     | 0      | 1     |
| 16   | Bielorrusia  | 0   | 0     | 1      | 1     |
|      | TOTAL        | 23  | 23    | 23     | 69    |